# Gabriella Palm
Gabriella Catherine "Gabi" Palm, född 20 maj 1998 i Brisbane, är en australisk vattenpolomålvakt. Hon ingick i Australiens damlandslag i vattenpolo vid olympiska sommarspelen 2020 och 2024.
Palm ingick i det australiska landslag som tog VM-brons 2019 och sedan blev det OS-silver i damernas turnering i vattenpolo vid olympiska sommarspelen 2024. Hon är dotter till rugbyspelaren Mitchell Palm.
Palm studerade psykologi vid University of Queensland.